# Jacques van Lalaing
Jacques van Lalaing, född 1858, död 1917, var en belgisk greve och konstnär.
Lalaing debuterade som målare, huvudsakligen med genrebilder, men började omkring 1884 även skulptera och odlade därefter båda konstarterna. Bland hans arbeten märks Krigsfången (1883), Forntida jägare(1885) och Waterloomonoumentet på stora kyrkogården i Bryssel 1890.